# Tikka
Tikka (phát âm [ ʈɪkkaː]) là một món nướng với nguyên liệu chính bao gồm thịt (không sương) hoặc khoai cắt khối, bắt nguồn từ thời Babylon. Từ 'tikka' được ghi lại từ thời Đế Quốc Mogul.  Thịt/khoai ướp với da ua và nhiều gia vị rồi nướng trong lò tandoor. Món Tikka rất phổ biến khắp Ấn Độ và cả ở nhiều quốc gia như Vương Quốc Anh.